# Jasmina Immaeva
Jasmina Immaeva (23 luglio 2001) è una lottatrice uzbeka, specializzata nella lotta libera.

## Palmarès
- Campionati asiatici

Almaty 2021: argento nei 50 kg.
Ulaanbaatar 2022: bronzo nei 50 kg.